# Proboscidă

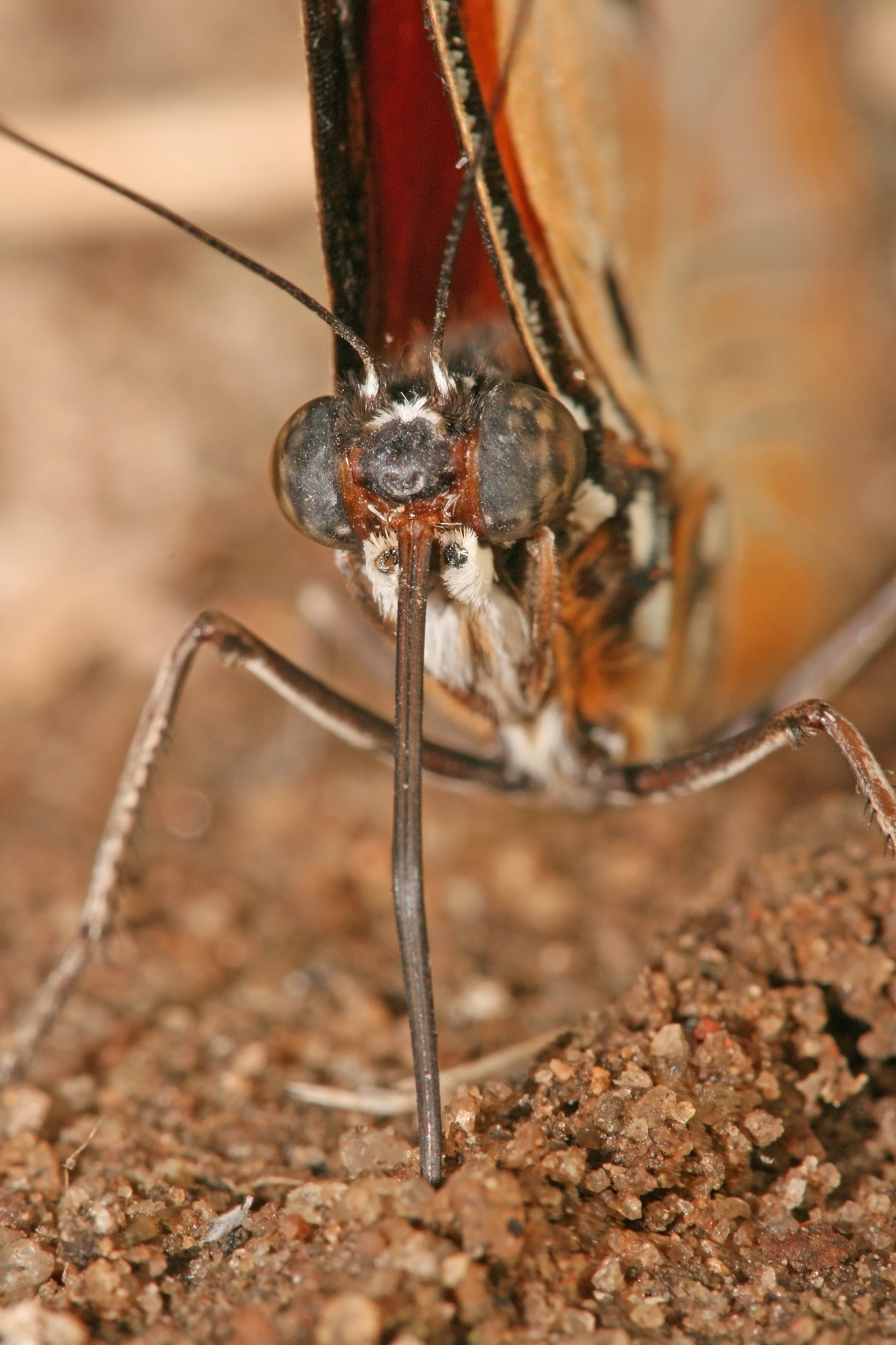
Fluturii au două antene, doi ochi compuși și o proboscidă.

Proboscida (mai rar, proboscis) este o excrescență care însoțeste capul unui animal, ori vertebrat, ori nevertebrat. La nevertebrate, termenul se referă de obicei la părțile bucale tubulare folosite la hrănit și supt (de exemplu trompa insectelor).  La vertebrate, termenul este utilizat pentru a descrie o trompă sau un nas alungit.